# Apeadeiro de Carvalhosas
O Apeadeiro de Carvalhosas foi uma gare ferroviária do Ramal da Lousã, que servia a localidade de Carvalhosas, no concelho de Coimbra, em Portugal.

## Descrição
O abrigo de plataforma situava-se do lado poente da via (lado direito do sentido ascendente, a Serpins).

## História

### Abertura ao serviço
Este apeadeiro situava-se no troço entre Coimbra e Lousã do Ramal da Lousã, que abriu à exploração em 16 de Dezembro de 1906, pela Companhia Real dos Caminhos de Ferro Portugueses.

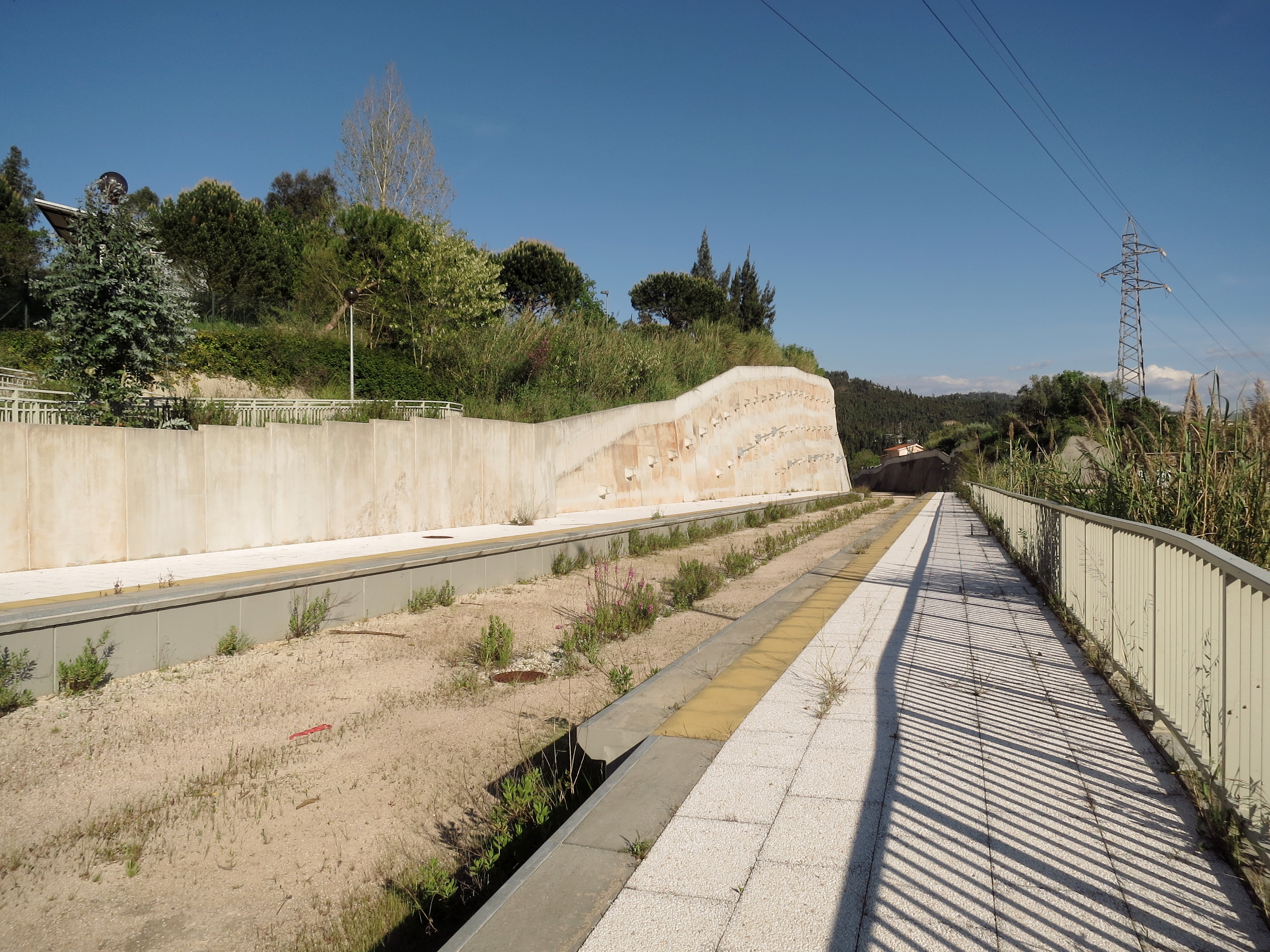
Obras suspensas na gare de Carvalhosas, em 2016, iniciadas no âmbito do projecto Metro Mondego.

### Século XXI
Em Fevereiro de 2009, a circulação no Ramal da Lousã foi temporariamente suspensa para a realização de obras, tendo os serviços sido substituídos por autocarros.

Em 4 de Janeiro de 2010, o troço entre o Coimbra-Parque e a Miranda do Corvo foi desactivado, para a reconversão do sistema ferroviário num metro de superfície; durante o processo, foi instituído um serviço rodoviário de substituição. Já em 2007, o projeto apresentado para o Metro Mondego (entretanto nunca construído) preconizava a inclusão de Carvalhosas como uma das 14 interfaces do Ramal da Lousã a manter como estação/paragem do novo sistema.